# Bohdan Filipowski
Bohdan Filipowski (zm. ok. 5 stycznia 1934) – polski taternik, okultysta i działacz ochrony przyrody.
W Warszawie lat 20. znany głównie z działalności okultystycznej. Był sekretarzem Czesława Czyńskiego, w 1923 został jednym ze współzałożycieli Towarzystwa Studiów Ezoterycznych. Pod koniec lat 20. zamieszany był w nagłośnioną sprawę samobójstw osób związanych z kręgami okultystycznymi, jednakże nie przedstawiono mu żadnych zarzutów.
Po przybyciu w 1926 do Zakopanego bez powodzenia imał się różnych zajęć: udzielał lekcji tańca, jazdy konnej i taternictwa, zajmował się także wróżbiarstwem. W kwietniu 1930 r. doprowadził do powstania sekcji taternickiej Klubu Sportowego „Tatry” i został jej pierwszym prezesem. Działając w KS „Tatry” zajmował się również sportem i ochroną przyrody.
Przyjaźnił się z Witkacym i napisał rozdział poświęcony morfinie w jego traktacie o narkotykach Nikotyna Alkohol Kokaina Peyotl Morfina Eter. Przetłumaczył na język polski wiersze o tematyce tatrzańskiej Michała Choromańskiego, był też pierwowzorem postaci Ignacego Lilipowskiego w jego powieści Schodami w górę, schodami w dół.
Dokumenty związane z Bohdanem Filipowskim, w tym rękopis jego nieopublikowanej powieści „Upiór Żabiej Przełęczy”, przechowywane są w Ośrodku Dokumentacji Tatrzańskiej.

## Publikacje
- Odezwa Sekcji Taternickiej Klubu Sportowego „Tatry” w sprawie ochrony Tatr, 1933